# Henrique Manuel
Henrique Manuel (Lisboa, 1945 — 1993) foi um desenhador, pintor e artista gráfico português.

## Biografia / Obra

Sem título, 1974, guache e grafite sobre papel, 103,7 x 69,4 cm

Frequentou a Escola António Arroio, Lisboa. Viveu em Paris entre 1965 e 1969, onde trabalhou como porteiro em hotéis e segurança em bares. Dedicou-se ao desenho, ilustração, pintura, artes gráficas, publicidade.
Expôs individualmente em Lisboa (Galeria 111; Galeria Opinião; Galeria Módulo; Galeria Novo Século) e Porto (Cooperativa Árvore; Galeria do Jornal de Notícias). Participou em mostras coletivas em Portugal e no estrangeiro, nomeadamente: 4 Pintores Portugueses, Aalst, Bélgica, 1974; Arte Portuguesa Contemporânea, Roma e Paris, 1976; Arte Portuguesa Contemporânea, Brasília, São Paulo, Rio de Janeiro, 1976-77; etc. Premiado na Bienal dos Jovens Artistas, Vila Nova de Famalicão, 1973.
Ilustrou diversos livros, entre os quais: Nova Recolha de Provérbios e Outros Lugares-comuns Portugueses (ISPA – Instituto Universitário); Poesia Portuguesa Erótica e Satírica, Séc.XVIII – XIX (Edições Afrodite, 1974 e 1975).
"A sua capacidade de efabular e de contar era notável no desenho, na conversa, na escrita também, numa espécie de narrativa bruta e desenfreada". Foi autor de uma obra plástica corrosiva "em que o bem feito se encontra com o mal dito. [...] Este homem aparentemente mal educado foi sempre o menino gordo dos seus desenhos dos anos 60 e que a essa mitologia de uma infância que ele recriava prodigiosa soube responder com um comentário violentíssimo do seu quotidiano adulto".
Antes e depois do 25 de Abril de 1974, Henrique Manuel brindou o país de Bordalo Pinheiro com uma mitologia pessoal, "repleta de erotismo e pornografia, mulheres e travestis, falos e encenações. [...] Nos seus desenhos, nós, personagens de um país, surgimos de nariz vermelho e fálico, entre outras representações simbólicas como a salsicha, o chouriço, a banana, a baguette e o nabo. Surgimos cornudos, com máscaras, duas cabeças, [...] troncos sem braços, pernas sem troncos, dispostos em teatros, circos, ringues, entre panos e estendais com roupa pendurada. Surgimos presos por cordas para não entrarmos em órbita, títeres em palco, funâmbulos desequilibrados com cabeça de porco, galinha, burro ou nabo. [...] Afastando um pouco o olhar vemos as molduras dentro das molduras, reparamos que os desenhos possuem a sua própria boca de cena onde o Henrique nos revela o português tal e qual, em «polaroids» desenhadas".
Morreu prematuramente, aos 47 anos de idade, depois de uma vida de excessos, vivida "com uma intensidade proibída ao diabético que também era".